# Moriteru Ueshiba

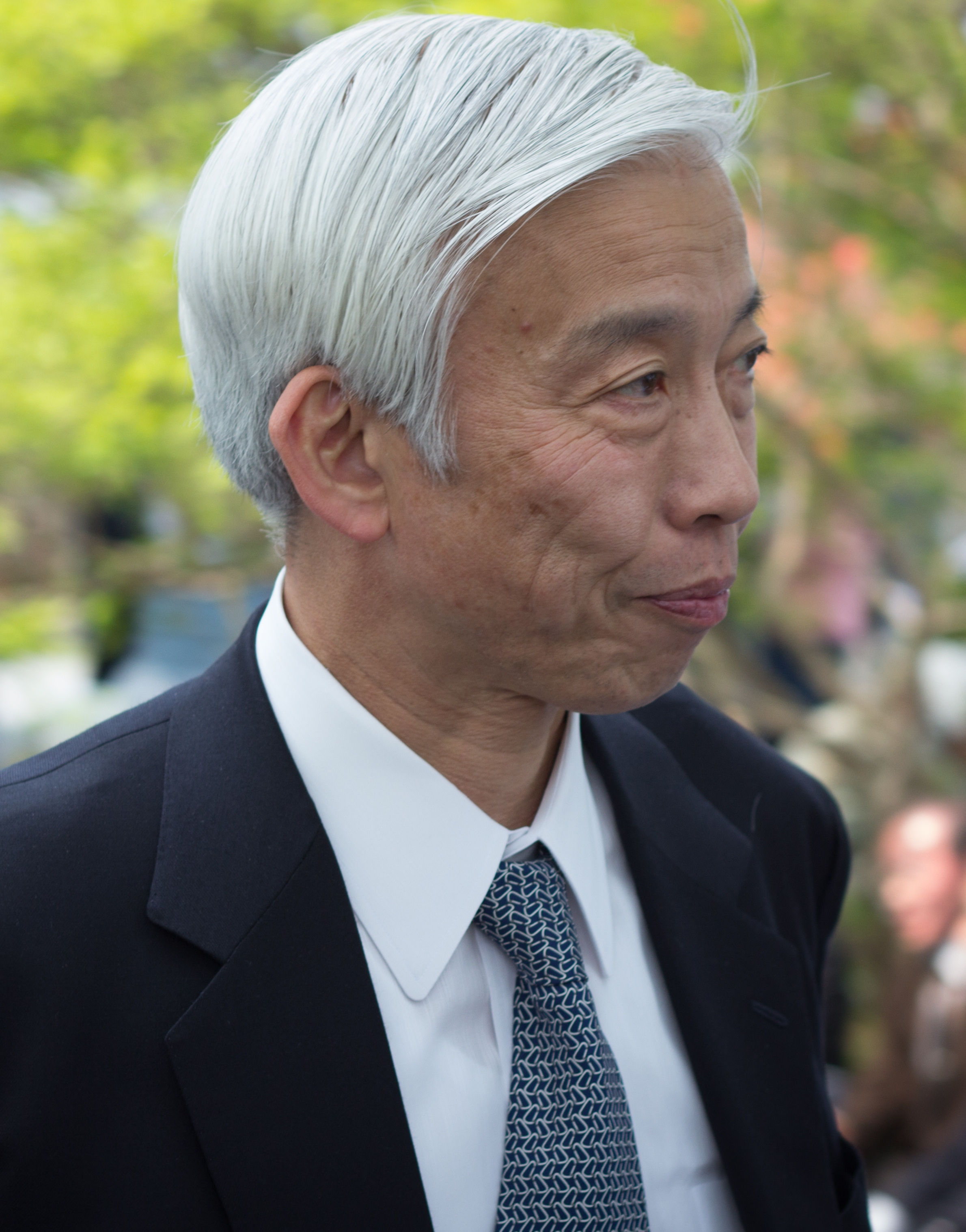
Moriteru Ueshiba

Moriteru Ueshiba, 植芝守央 japansk ordföljd Ueshiba Moriteru, född 2 april 1951, är en japansk aikidolärare som är sonson till aikidons grundare Morihei Ueshiba och överhuvud i aikidoorganisationen Aikikai sedan 1999 då han efterträdde sin far som organisationens ledare. Ueshiba benämns vanligen med titeln doshu, och betraktas då som Aikikais tredje doshu efter sin far och farfar. 
Ueshiba har även skrivit några böcker om aikido: Progressive Aikido, Best Aikido: The Fundamentals (tillsammans med fadern Kisshomaru Ueshiba) och The Aikido Master Course: Best Aikido 2. 